# Пачеко, Фернандо
Ферна́ндо Паче́ко Фло́рес (исп. Fernando Pacheco Flores, р. 18 мая 1992) — испанский футболист, вратарь клуба «Эспаньол». Воспитанник академии «Реал Мадрид».

## Карьера
Родившись в Бадахосе, Эстремадура, Пачеко играл за два местных клуба до попадания в «Реал Мадрид» в 2006 году, в возрасте 14 лет. Первую официальную игру за команду из системы клуба, «Реал Мадрид C», он сыграл 28 августа 2011 года в матче Терсеры против «Райо Махадаонда».
20 декабря 2011 вратарь дебютировал в составе основной команды, выйдя на замену вместо Антонио Адана в матче с «Понферрадиной» в Кубке Испании 2011/2012, он пробыл на поле 8 минут. В сезоне 2012/2013 Фернандо продолжил играть в третьей команде клуба, иногда вызываясь во вторую, дебютировав в Сегунде 2 июня 2013 года в матче против «Алькоркона», закончившемся победой со счётом 4:0; после этого он сохранил своё место в воротах и на следующий матч — последний в том сезоне Сегунды — в матче против «Жироны».
11 августа 2014 «Реал Мадрид» включил Пачеко в заявку на Суперкубок УЕФА 2014 против «Севильи» в качестве третьего вратаря.

## Карьера в сборной
Участник молодёжного чемпионата мира 2011 года в составе сборной Испании.

## Достижения
«Реал Мадрид»
- Обладатель Суперкубка УЕФА: 2014
- Победитель Клубного чемпионата мира: 2014

## Клубная статистика
| Клуб             | Сезон            | Лига | Лига | Кубок | Кубок | Европа | Европа | Итого | Итого |
| Клуб             | Сезон            | Игры | Голы | Игры  | Голы  | Игры   | Голы   | Игры  | Голы  |
| ---------------- | ---------------- | ---- | ---- | ----- | ----- | ------ | ------ | ----- | ----- |
| Реал Мадрид      | 2011/12          | 0    | 0    | 1     | 0     | 0      | 0      | 1     | 0     |
| Реал Мадрид      | 2014/15          | 0    | 0    | 1     | 0     | 0      | 0      | 1     | 0     |
| Итого            | Итого            | 0    | 0    | 2     | 0     | 0      | 0      | 2     | 0     |
| Алавес           | 2015/16          | 40   | -34  | 0     | 0     | 0      | 0      | 40    | -34   |
| Алавес           | 2016/17          | 36   | -42  | 3     | -3    | 0      | 0      | 39    | -45   |
| Итого            | Итого            | 76   | -76  | 3     | -3    | 0      | 0      | 79    | -79   |
| Итого за карьеру | Итого за карьеру | 76   | -76  | 5     | -3    | 0      | 0      | 81    | -79   |